# Hedychium poilanei
Hedychium poilanei är en enhjärtbladig växtart som beskrevs av Kai Larsen. Hedychium poilanei ingår i släktet Hedychium och familjen Zingiberaceae. Inga underarter finns listade i Catalogue of Life.